# Bernd Neumann
Bernd Neumann (ur. 6 stycznia 1942 w Elblągu) – niemiecki polityk i pedagog, działacz Unii Chrześcijańsko-Demokratycznej (CDU), w latach 1987–2013 deputowany do Bundestagu, w latach 2005–2013 minister stanu w Urzędzie Kanclerza Federalnego oraz pełnomocnik rządu federalnego ds. kultury i mediów.

## Życiorys
Urodził się w Elblągu w Prusach Wschodnich, a po ucieczce rodziny z terenów dzisiejszej Polski w 1945 roku dorastał w Bremie. Po maturze w 1961 roku odbył służbę wojskową, a następnie studiował pedagogikę w Bremie. Pracował jako nauczyciel w szkole średniej do 1971 roku. W 1962 wstąpił do CDU i Junge Union. Od 1967 do 1973 kierował strukturami Junge Union w Bremie, a w latach 1971–1973 był wiceprzewodniczącym organizacji na szczeblu federalnym.
W latach 1971–1987 zasiadał w parlamencie krajowym Bremy, od 1973 jako przewodniczący frakcji CDU. W 1979 został przewodniczącym CDU w Bremie, funkcję tę sprawował do 2008 roku, po czym został honorowym przewodniczącym.
W 1987 po raz pierwszy uzyskał mandat deputowanego do Bundestagu. Z powodzeniem ubiegał się o reelekcję w latach 1990, 1994, 1998, 2002, 2005 i 2009. W Bundestagu zajmował się głównie polityką medialną, był m.in. przewodniczącym federalnej komisji CDU ds. polityki medialnej oraz rzecznikiem frakcji CDU/CSU ds. kultury i mediów. W latach 1991–1998 był parlamentarnym sekretarzem stanu w resorcie edukacji i nauki.
W listopadzie 2005 objął stanowisko ministra stanu w Urzędzie Kanclerza Federalnego oraz pełnomocnika rządu federalnego ds. kultury i mediów. Podczas urzędowania doprowadził m.in. do zwiększenia budżetu federalnego na kulturę, ustanowienia Niemieckiego Funduszu Filmowego oraz opracowania nowej koncepcji miejsc pamięci. Po wyborach w 2009 roku ponownie powołany na to stanowisko, które sprawował do grudnia 2013 roku.
Od 2014 roku pełni funkcję prezesa Niemieckiego Instytutu Wspierania Filmu (Filmförderungsanstalt). W latach 2014–2017 był członkiem rady administracyjnej ZDF.